# Старатель (вездеход)
Старатель — плавающий вездеход на шинах низкого давления, разработанный в КБ «Старатель» под руководством Алексея Воробьева и собираемый на Козельском механическом заводе.
Предназначен для перевозки людей и грузов в экстремальных климатических условиях: при температуре окружающей среды от – 60°С до + 40°С; среднегодовой относительной влажности воздуха до 80 % при +15° С; верхнем значении относительной влажности воздуха до 100 % при +25° С; атмосферном давлении от 84.0 кПа до 106.7 кПа.
Существуют модели: 64030, 64031 и 64212 
Модификации: 
- Грузовой (2 места + 3,5 т груза)
- Грузопассажирский (8 мест + 2 т груза)
- Пассажирский (22 места + 1 т груза)

## Технические характеристики
- Материал кузова — Parabeam (Парабим, парабиам), пористый стеклопластик высокой прочности
- Силовая передача — карданная, через промежуточные редукторы
- Редукторы собственной конструкции
- Карданные валы — ГАЗ 66
- Мосты — ГАЗ 66, стандартные
- Рулевая система: колёса первой, второй и четвёртой осей управляемые[3]